# Lincoln City (Oregon)
Lincoln City é uma cidade localizada no estado norte-americano de Oregon, no Condado de Lincoln.

## Demografia
Segundo o censo norte-americano de 2000, a sua população era de 7437 habitantes.
Em 2006, foi estimada uma população de 7944, um aumento de 507 (6.8%).

## Geografia
De acordo com o United States Census Bureau tem uma área de
13,9 km², dos quais 13,8 km² cobertos por terra e 0,1 km² cobertos por água. Lincoln City localiza-se a aproximadamente 4 m acima do nível do mar.

## Localidades na vizinhança
O diagrama seguinte representa as localidades num raio de 28 km ao redor de Lincoln City.